# Forest (groupe)
Pour les articles homonymes, voir Forest.
Forest est un groupe de black metal russe originaire de Novomoskovsk, dans l'oblast de Toula.

## Biographie
Forest est formé en 1994 à Novomoskovsk dans l'oblast de Toula, en Russie, par Dagorath et Kaldrad. Le groupe publie son premier album studio homonyme, Forest, en 1996.
Gegner se joint au groupe après la sortie de Like a Blaze Above the Ashes. Dagorath quitte le groupe après la sortie de Foredooming the Hope for Eternity. Le groupe peut être classé dans le national socialist black metal (NSBM, le « black metal national-socialiste ») étant donné que deux des thèmes qu'il aborde sont l'aryanisme et le national-socialisme. Forest aborde aussi la misanthropie, la spiritualité et l'éternité.
En 1999, Forest devient Varglodr ou Vargleide jusqu'en 2001. En 2005, le groupe publie l'album studio In the Flame of Glory.

## Discographie

### Albums studio
- 1996 : Forest
- 1997 : Like a Blaze Above the Ashes
- 1998 : Foredooming the Hope for Eternity
- 1999 : As a Song in the Harvest of Grief
- 2005 : In the Flame of Glory

### Split
- 2004 : Hammerkrieg (avec quatre autres groupes)

### Démo
- 1994 : Forest